# Chemins de fer géorgiens
Sakartvelos Rkinigza (en géorgien : საქართველოს რკინიგზა, en français Chemins de fer géorgiens) est la compagnie nationale ferroviaire de Géorgie.

## Organisation

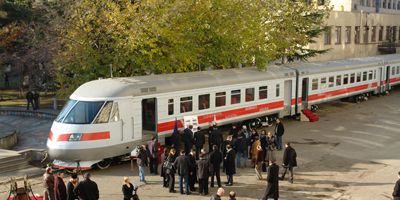
Un train des chemins de fer géorgiens.

## Lignes ferroviaires

Carte des chemins de fer géorgiens

### Liaisons ferroviaires avec les pays voisins
- Azerbaïdjan: ouverte. Ligne Tbilissi - Bakou.
- Arménie : ouverte. Ligne Tbilissi - Gyumri - Erévan.
- Turquie : Ligne Bakou - Tbilissi - Kars ouverte en octobre 2017.
- Russie : fermée, ouverte à partir de l'Abkhazie.